# الانتخابات المحلية الفلسطينية 2021–22

سبابة أحد الناخبين ويظهر عليه حبر الانتخابات في الجولة الثانية من الانتخابات المحلية، 26 مارس 2022 في بلدة السموع

الانتخابات المحلية الفلسطينية 2021 هي انتخابات الهيئات المحلية من مجالس بلدية أو قروية فلسطينية في محافظات الضفة الغربية كافة دون محافظات قطاع غزة أو القدس، تم إجراءها بتاريخ 11 ديسمبر 2021، حيثُ شارك في هذه الانتخابات 387 هيئة محلية في الضفة الغربية وقطاع غزة وهي الهيئات المحلية المصنفة (ج) والمجالس القروية، تقرر لاحقاً استثناء الهيئات المحلية بغزة -عددها 11 هيئة- من المرحلة الأولى وضمها للمرحلة الثانية التي صدر قرار بأن يكون الاقتراع فيها يوم 26/3/2022، ليصبح عدد الهيئات التي ستجري فيها انتخابات المرحلة الأولى 376 هيئة في الضفة الغربية. ولاحقًا وبموجب قرار مجلس الوزراء رقم (126/18) لسنة 2021 الصادر في تاريخ 27/9/2021 ستجري انتخابات المرحلة الثانية في 66 هيئة محلية، هي الهيئات المحلية المصنفة (أ) و (ب) بالضفة وغزة وعددها 55، وكان الاقتراع للمرة الثانية من الانتخابات المحلية يوم السبت الموافق 26 مارس 2022.

## المشاركون

### المرحلة الأولى
فتح باب الترشح للانتخابات المحلية «المرحلة الأولى» يوم 26/10/2021 ولمدة 10 أيام كاملة انتهت بتاريخ 4/11/2021، وقررت لجنة الانتخابات المركزية قبول طلبات ترشح 765 قائمة انتخابية ترشحت في 329 هيئة محلية من أصل 376 مشمولة في المرحلة الأولى، وجرى الإعلان عن أسماء هذه القوائم كافة ومرشحيها وإتاحة المجال للمواطنين للاطلاع عليها وتقديم اعتراضات وكذلك الطعن في قرارات اللجنة بخصوص الترشح أمام محكمة قضايا انتخاب الهيئات المحلية.
- أعلنت فتح أنها ستخوض الانتخابات تحت اسم «كتلة البناء والتحرير»
- أعلنت حماس أنها لن تشارك رسمياً في انتخابات الهيئات المحلية لعام 2021-2022.
- أعلنت أربعة فصائل في منظمة التحرير الفلسطينية الجبهة الشعبية لتحرير فلسطين، الجبهة الديمقراطية لتحرير فلسطين، حزب الشعب الفلسطيني، خوضها الانتخابات في قوائم حزبية.

وبالتزامن مع انطلاق مرحلة الدعاية الانتخابية، نشر الكشف النهائي بأسماء القوائم والمرشحين للمرحلة الأولى، وبموجبه جرى الاقتراع في 154 هيئة محلية ترشحت في كل منها أكثر من قائمة انتخابية واحدة، وبلغ عدد القوائم المرشحة فيها 573، تضم 4,480 مرشحاً ومرشحة يتنافسون على 1,514 مقعداً، وفي 162 هيئة ترشحت قائمة واحدة فقط وأُعلن عن فوزها بالتزكية في يوم إعلان النتائج، وبلغ عدد المرشحين فيها 1,498 يمثلون عدد المقاعد في هيئاتهم. أما في 60 هيئة محلية فلن يجري اقتراع في هذه المرحلة بسبب عدم ترشح قوائم مكتملة فيها.
من ناحية ثانية، فقد بلغ عدد الإناث المرشحات في جميع القوائم المقبولة 1551 مرشحة بنسبة 25.9% من إجمالي عدد المرشحين البالغ 5,978، من بينها تسع قوائم تترأسها مرشحة أنثى.

#### الدعاية الانتخابية
انطلقت الدعاية الانتخابية للقوائم المرشحة يوم 27/11/2021 واستمرت 13 يوماً انتهت مع بداية فترة الصمت الانتخابي مساء يوم الخميس 9/12/2021، أي قبل 24 ساعة من يوم الاقتراع.
يحق للقوائم خلال هذه المدة الإعلان للجمهور عن برامجها الانتخابية ودعوة الناخبين للتصويت لهم. وبموجب القانون أيضاً، تم بث دعاية انتخابية مجانية في وسائل الإعلام الرسمية، بالتنسيق بين اللجنة والاعلام الرسمي.

#### مرحلة الاقتراع والفرز
سبق يوم الاقتراع، تدريب أكثر من 4000 فرد من طواقم الاقتراع والفرز ليعملوا في 222 مركزاً للاقتراع وتحتوي على 717 صندوق اقتراع.

## النتائج

### المرحلة الأولى
أجريت الانتخابات في 154 هيئة محلية على 1,503 مقعدًا. أدلى 268,318 ناخبًا من أصل 405,687 ناخب مؤهل بأصواتهم في الانتخابات، حيث بلغت نسبة التصويت الناخبين 66.14%. فازت القوائم الانتخابية في 162 بلدية بالتزكية لعدم تشرح قائمة انتخابية غيرها في الهيئة المحلية. ويتبين من النتائج أن نسبة المقاعد التي حصلت عليها القوائم المستقلة بلغت 70.86% من العدد الكلي للمقاعد المتنافس عليها والبالغة 1,503 مقاعد، بينما حازت القوائم الحزبية على 29.14%، وبلغت نسبة الأوراق الصحيحة منها 96.5%، ونسبة الأوراق البيضاء 1.01% والأوراق الباطلة 2.43%.

## الرقابة المحلية والدولية والصحفية
تختص المؤسسات المتعلقة بمجال الديمقراطية وحقوق الإنسان والحكم الرشيد بمراقبة الانتخابات، حيثُ اعتمدت لجنة الانتخابات المركزية (فلسطين) 37 هيئة رقابية محلية يزيد عدد مراقبيها المعتمدين على 1500، إضافة إلى اعتماد 150 مراقباً دولياً وضيفاً. كما اعتمدت اللجنة أكثر من 2700 وكيلاً للقوائم الانتخابية المرشحة، إلى جانب الدور الرقابي للصحفيين الذي اعتمدت اللجنة أكثر من 1730 صحفياً محلياً ودولياً ومكنتهم من تغطية العملية الانتخابية بكافة تفاصيلها.